# لاپریر-سور-سائن
لاپریر-سور-سائن (به فرانسوی: Laperrière-sur-Saône) یک کمون در فرانسه با جمعیت ۴۱۲ نفر است که در Canton of Saint-Jean-de-Losne واقع شده‌است.